# Renato Zaccarelli
Renato Zaccarelli (født 18. januar 1951 i Ancona, Italien) er en italiensk tidligere fodboldspiller (midtbane) og -træner.
Zaccarelli spillede 55 kampe for det italienske landshold, og deltog ved både VM 1978 i Argentina og EM 1980 på hjemmebane.
På klubplan tilbragte Zaccarelli størstedelen af sin karriere hos Torino FC, som han repræsenterede i hele 14 sæsoner. Han vandt både det italienske mesterskab og pokalturneringen Coppa Italia med klubben.